# نفر ف رع
نفر إف رع ويعرف أيضاً باسم «رع نفر إف» هو خامس فراعنة الأسرة الخامسة. واسمه يعني «جمال رع». وكان «نفر-إف-رع» أحد ثلاثة أشقاء أصبحوا جميعاً ملوكاً؛ والآخران هما «شپسس كا رع»، والملك الهام «ني اوسر رع».
تم العثور على مجموعة هامة من أوراق البردي الإدارية في غرفة مخزن معبده الجنزي في أبو صير التي ترجع لعهد نفر إف رع، وقد عثرت عليها بعثة من جامعة پراگ عام 1982. وتماثل في أهميتها تلك المجموعة المكتشفة من عهد نفر إر كا رع.
بسبب وفاة نفر إف رع المبكرة غير المتوقعة فقد قام خليفته على عجل بإكمال هرمه في أبو صير، فجاء على شكل مصطبة. وبالرغم من وجود سمات المصطبة فيها إلا أنها ليست موجـَّهة شمال-جنوب وليست مستطيلة بل مربعة، مما يدفع العلماء لوصفها بالهرم غير المكتمل. ويبلغ ارتفاعه 7 أمتار بزاوية ميل 64 درجة.